# HD 라이팅 시스템
주행 정보를 전방 노면에 실시간으로 보여주는 헤드램프다.

## 상세
주행 정보를 글자, 도형으로 시각화하여 도로에 투영하는 기술로 현대모비스가 개발했다. 광원인 HD 마이크로 LED와, 반사판에 해당하는 초소형 거울인 DMD(Digital Micro Mirror Device)로 구성된다.
0.04mm 크기의 마이크로 LED가 약 2만 5천 개가 탑재되어 세밀한 빛 조절이 가능하며, 사물이나 보행자 위치를 정확하게 인식할 수 있도록 한다. 0.01mm 크기의 초소형 거울로 빛을 굴절시키는 초정밀 제어장치 DMD는 130만 개가 탑재되었다. 원하는 모양이나 기호를 도로 위에 나타내는 방식으로, 기존 DMD 대비 약 1만 배 많은 LED를 개별 제어할 수 있어 정교한 정보를 투사한다.
DMD를 정밀 제어하는 기술과 소프트웨어 로직이 핵심으로, 카메라 센서(전방 센서)와 내비게이션이 제공하는 정보를 실시간으로 연동한다. 야간 주행 중 공사 구간에 진입하면 운전자 전방 시야 15m 앞에 1.5m 크기의 공사 관련 기호를 전조등으로 표시한다. 제한 속도와 방지턱도 표시해 운전자는 전방 주시를 하는 동시에 방지턱 구간과 고속도로 진출입 경로 위치를 쉽게 파악할 수 있다. 보행자에게 차가 오고 있다는 알림도 전달할 수 있다. 야간 도로나 외진 골목에서 카메라 센서가 보행자를 인식하고 차량이 멈추면 횡단보도 모양 기호를 도로에 띄워 보여준다.

## 같이 보기
현대모비스